# Lada Niva Travel
Lada Niva Travel (также ранее обозначавшийся как ВАЗ-2123, Chevrolet Niva и Lada Niva, разг. «Ше́ви-Нива, Шнива») — российский автомобиль повышенной проходимости ВАЗ. Представляет собой второе поколение автомобилей повышенной проходимости Волжского автомобильного завода и является «преемником» модели ВАЗ-2121 «Нива». Имеет постоянный полный привод на четыре колеса, двухступенчатую раздаточную коробку и межосевой блокируемый дифференциал.
На предсерийном этапе в 1998—2002 гг. модель выпускалась на ОПП по обходным технологиям под обозначением ВАЗ-2123 «Нива».
В 2002—2020 гг. модель находилась во владении СП «GM-АВТОВАЗ» и производилась под брендом Chevrolet, называясь Chevrolet Niva.
В декабре 2019 года АвтоВАЗ выкупил долю General Motors в совместном предприятии, и с июля по декабрь 2020 года модель продавалась как Lada Niva.
В декабре 2020 года рестайлинговая версия автомобиля получила имя Lada Niva Travel (англ. travel — путешествие).

## История
Работы по созданию следующего, второго поколения автомобилей повышенной проходимости, которые продолжались до конца 1990-х годов, ВАЗ начал в начале 1980-х годов. В связи с этим на этапе разработки внешность опытных образцов постоянно менялась. Внешность самого первого макета кузова 1980 года перекликалась с внешностью кузова будущей модели ЗАЗ-1102 «Таврия». Следующий вариант 1987 г. был явно схож с будущей моделью: ВАЗ-2111 (впоследствии данная заготовка получила развитие — она была взята за основу при создании кузова модели УАЗ-3160 (которая в итоге «переросла» в УАЗ-3163 «Patriot»)). Макет почти окончательного варианта 1992 года был выполнен в едином стиле с будущей моделью ВАЗ-1117 «Калина». В 1993 году был готов окончательный вариант кузова модели ВАЗ-2123, после чего началось создание других типов кузовов: «пикап» и «фургон» — таким образом, вместо одной модели появлялось семейство моделей. Приблизительно к 1996 году опытные образцы стали ходовыми — то есть, обрели техническую часть. По определённым причинам данное поколение АПП ВАЗ не получило современного двигателя нового поколения — которым также комплектовалось родственное ему семейство моделей «Лада Калина», и оснащалось не соответствующим современным нагрузкам и нормам двигателем предыдущего — от модели ВАЗ-2121, что стало причиной плохих тяговых и динамических показателей. ВАЗ-2123 проходила проверку в разных погодных, дорожных и климатических условиях, опытный образец серии 100 испытывался в Узбекистане в 1996 году. В 1998 году на Московском международном автосалоне был представлен концепт новой модели: ВАЗ-2123 «Лада Нива».
Мелкосерийная пробная сборка ВАЗ-2123 по обходным технологиям была начата на опытно-промышленном производстве АвтоВАЗа (также как производство УПВ — модели ВАЗ-2120) в 2001 году. Но последствия кризиса 1998 года не позволяли заводу запустить модель в серию. В 2002 году для налаживания серийного производства модели было заключено соглашение с американской компанией «General Motors» и создано совместное предприятие «GM-АВТОВАЗ»: лицензия на модель ВАЗ-2123 и права на бренд «Niva» («Нива») передавались совместному предприятию (при этом первое поколение «Нив» с 2006 года стало именоваться: «4×4», а типы кузовов «пикап» и «фургон» в серийное производство не попали).
В 2002—2003 годах «GM-АвтоВАЗ» строит в Тольятти цеха для окраски кузовов и сборки автомобилей.
В начале 2000-х годов стоимость Chevrolet Niva превышала цену классического ВАЗ-2121 вдвое, являясь прямым конкурентом выпускавшегося тогда в Калининграде Kia Sportage первого поколения.
В 2017 году автомобиль начали собирать в Казахстане (город Костанай) методом крупноузловой сборки на предприятии «СарыаркаАвтоПром».

### Вторая очередь

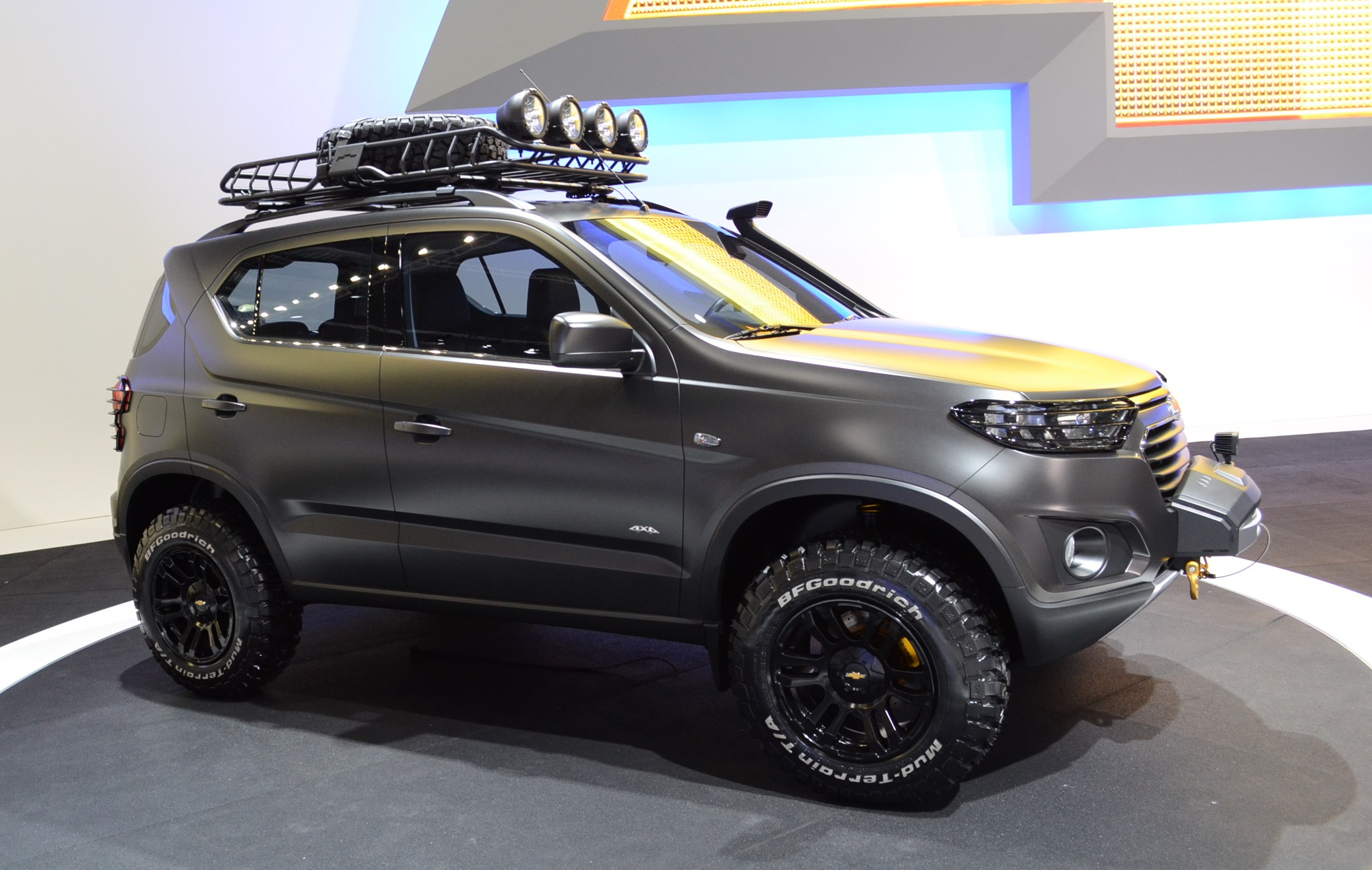
Концепт-кар Chevrolet Niva второго поколения на Московском автосалоне — 2014

В 2012 году дочерней компанией GM-АВТОВАЗ ООО «Джей Ви Системз» на территории Особой экономической зоны Тольятти было начато строительство второй площадки завода по выпуску внедорожника Chevrolet NIVA нового поколения, однако из-за международных санкций через год объект был заморожен. К середине 2019 года строительство все ещё не закончено, в том числе в связи с судебными тяжбами по поводу строительства.
Начало выпуска Шевроле Нива второго поколения планировалось в 2016 году. Стоимость проектирования модели оценивается в 200 млн долларов, а инвестиции в организацию производства новой модели — в 4 млрд рублей. Выпуск предполагался в объёме до 120 тысяч машин в год.
Штамповку и сварку кузова нового поколения планировалось осуществлять в новом, специально для этого возведённом цехе. Двигатель планировался 135-сильный, разработки PSA Peugeot Citroën, КПП и раздаточная коробка — из Индии и Италии.
Концепт новой Шевроле Нива был продемонстрирован в августе 2014 года, однако в марте 2015 года разработка модели была приостановлена. Однако, учитывая, что модель разработана, предсерийные машины выпущены (пройдены ходовые испытания в Италии, Испании, Швеции, окончен комплекс зимних тестов в Когалыме), на заводе GM-АвтоВАЗ построены новый штамповочный и кузовной цеха (куда уже успели завезти и смонтировать новое оборудование), а также запущено строительство завода для производства моторов по лицензии PSA Peugeot-Citroen двигателей — прогнозируется серийный выпуск второго поколения в 2019—2022 годах.
В 2019 году АвтоВАЗ выкупил у концерна General Motors 50-процентную долю в совместном предприятии GM-АвтоВАЗ и вернул все права на товарные знаки «Нива» и «Niva». Некоторое время автомобиль продолжал выпускаться под именем Chevrolet Niva, после чего получил новое название под маркой LADA.

## Модификации

### Предсерийный этап: ВАЗ-2123, 2323, 2723 (1998 год)

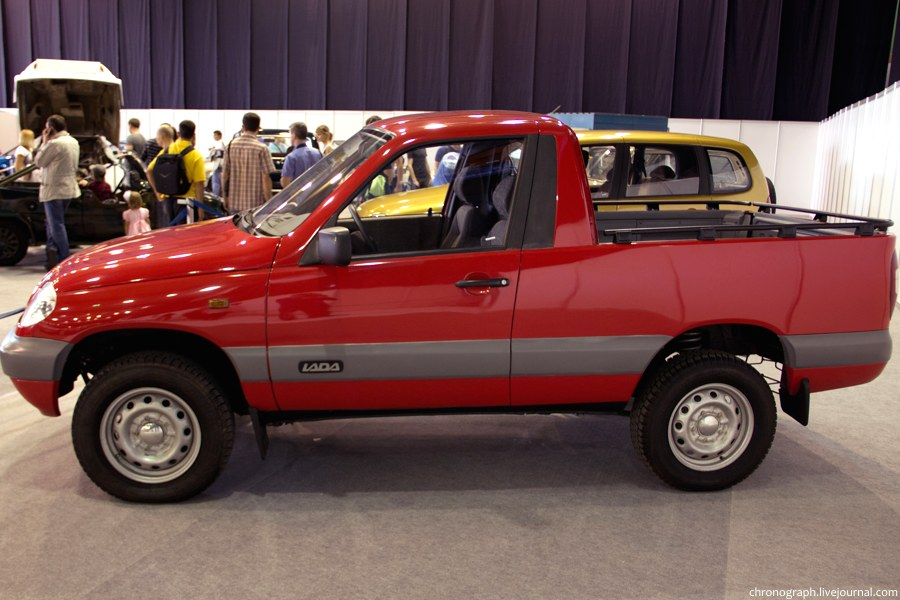
ВАЗ-2323

Многие узлы и агрегаты ВАЗ-2123 были позаимствованы от предыдущего поколения «Нивы» ВАЗ-21213/21214. Двигатель ВАЗ-2123 представлял собой дальнейшее развитие инжекторного мотора ВАЗ-21214 с адаптацией под новый моторный отсек. Также были выпущены модификации с карбюраторными двигателями и с инжекторным двигателем объёмом 2 литра с оригинальной трансмиссией. В результате более плотной компоновки моторного отсека запасное колесо было навешено на заднюю дверь, что, кстати, более соответствовало моде в сегменте SUV. В рулевом управлении применялся электроусилитель производства махачкалинского завода «АвиаАгрегат», аналогичный автомобилю Lada Kalina. Также завод использовал на первых автомобилях систему распределенного впрыска компании Элкар (Январь), являющегося аппаратным клоном системы Bosch Motronic. Передний и задний карданные валы унифицированы (аналогичны короткобазной LADA 4×4), промежуточный вал удлинен. Изменено крепление раздаточной коробки (появилась третья опора), рычаг блокировки межосевого дифференциала совмещен с рычагом переключения демультипликатора (т. н. однорычажная схема «раздатки»). Редуктор переднего моста отделен от двигателя. Точки крепления задних амортизаторов смещены ближе к колесам и установлены вертикально. Нижние тяги заднего моста образуют теперь параллелограмм, что уменьшает подруливание заднего моста. Спереди, в отличие от Шевроле Нивы, имеются две буксировочные проушины. Некоторые модели комплектовались рулем со встроенной подушкой безопасности. Также инженеры ВАЗ разработали электрическую систему корректора фар вместо гидравлической и впервые применили её на данной модели. Впоследствии эта система перешла на автомобили Lada 2110, Lada Priora, Lada Kalina.
Семейство кузовов кроме базового пятидверного универсала также предусматривало пикап ВАЗ-2323 и фургон ВАЗ-2723, не пошедшие в серию. Главный конструктор проекта — Валерий Иванович Доманский.

### Первая серия, Chevrolet Niva 2002 года
Niva выпускалась в двух основных комплектациях: L и GLS. Исполнение GLS по комплектации превосходит исполнение L из-за отделки салона искусственной кожей, литых 16-дюймовых дисков колёс, аудиоподготовки, алюминиевого кронштейна запасного колеса, который позволял запасное колесо вешать «лицом», изотермических тонированных стёкол, противотуманных фар, обогрева передних сидений и т. д.
Существуют также варианты комплектации LC и GLC, соответственно, аналогичные комплектациям L и GLS, но оснащаемые кондиционером.
Все без исключения комплектации включают в себя аудиоподготовку и электроуправление наружными зеркалами (начиная с 2004 года), подогрев наружных зеркал (начиная с 2004 года).
При доводке автомобиля до конвейера компания General Motors отказалась от электроусилителя руля ввиду низкого качества, сбоев в работе системы и проблем с поставками и заменила его на систему гидравлического усиления руля, с привлечением компании ZF и компании Bosch, которая локализовала свое производство, основав завод «Рулевые системы» в Тольятти (впоследствии насосами этого предприятия оснастили Ниву первого поколения, а также Lada 110).
General Motors преследовала цель заменить все ненадежные узлы проекта 2123, но не путём импорта, а путем локализации производства запчастей у поставщиков АвтоВАЗ, учитывая опыт, полученный при запуске производства крупноузловой сборки автомобиля Chevrolet Blazer. Впоследствии система впрыска Январь была заменена на систему Bosch Motronic. Комбинация приборов производилась фирмой VDO (вместо традиционного поставщика — владимирского завода «Автопродукт». Также был изменён каркас сидений, он приобрёл более надёжную конструкцию — в отличие от 2123, на которой ставились сиденья от автомобиля Lada 110. Также изменена система вентиляции кузова, добавлен салонный фильтр. Автомобиль начал оснащаться системой кондиционирования и рециркуляции салона, а также электрообогревом и регулировкой зеркал заднего вида. В проекте 2123 данные регулировки предусматривались только механическими. Были проведены работы и по проводке автомобиля, он получил систему центрального замка и сигнализации, как в автомобиле Lada Kalina, и иммобилайзер, хотя принципиально проводка автомобиля осталась от Lada 110. Предполагалось оснастить автомобиль датчиком плохой дороги, но впоследствии от этой идеи отказались. Позже данный датчик был установлен на Lada Kalina.
На автомобилях первых годов выпуска использовался бензиновый 4-цилиндровый рядный двигатель ВАЗ 21214 объёмом 1,7 л. с распределённым впрыском топлива мощностью 79,5 л. с. (58,5 кВт) с максимальным крутящим моментом 128 Нм. Но, в отличие от мотора для Нивы первого поколения, поршневая группа для сборки поставлялась не заводом ВАЗ, а поставщиком GM, и требования к мотору были более высокими, хоть и собирались на общей линии сборки двигателей АвтоВАЗ. Впоследствии двигатель был модифицирован для данной модели и получил свой индекс 2123. На нем был установлен иной кронштейн навесных агрегатов с переносом масляного фильтра, генератор повышенной мощности на 90А с верхним расположением для лучшей защиты от попадания воды и грязи. Мотор оснастили гидронатяжителем цепи и гидрокомпенсаторами для повышения надёжности конструкции. Впоследствии все эти модификации частично распространились на Ниву первого поколения.

Шевроле-Нива, инжекторный двигатель ВАЗ-2123 с рабочим объёмом 1,7 литра
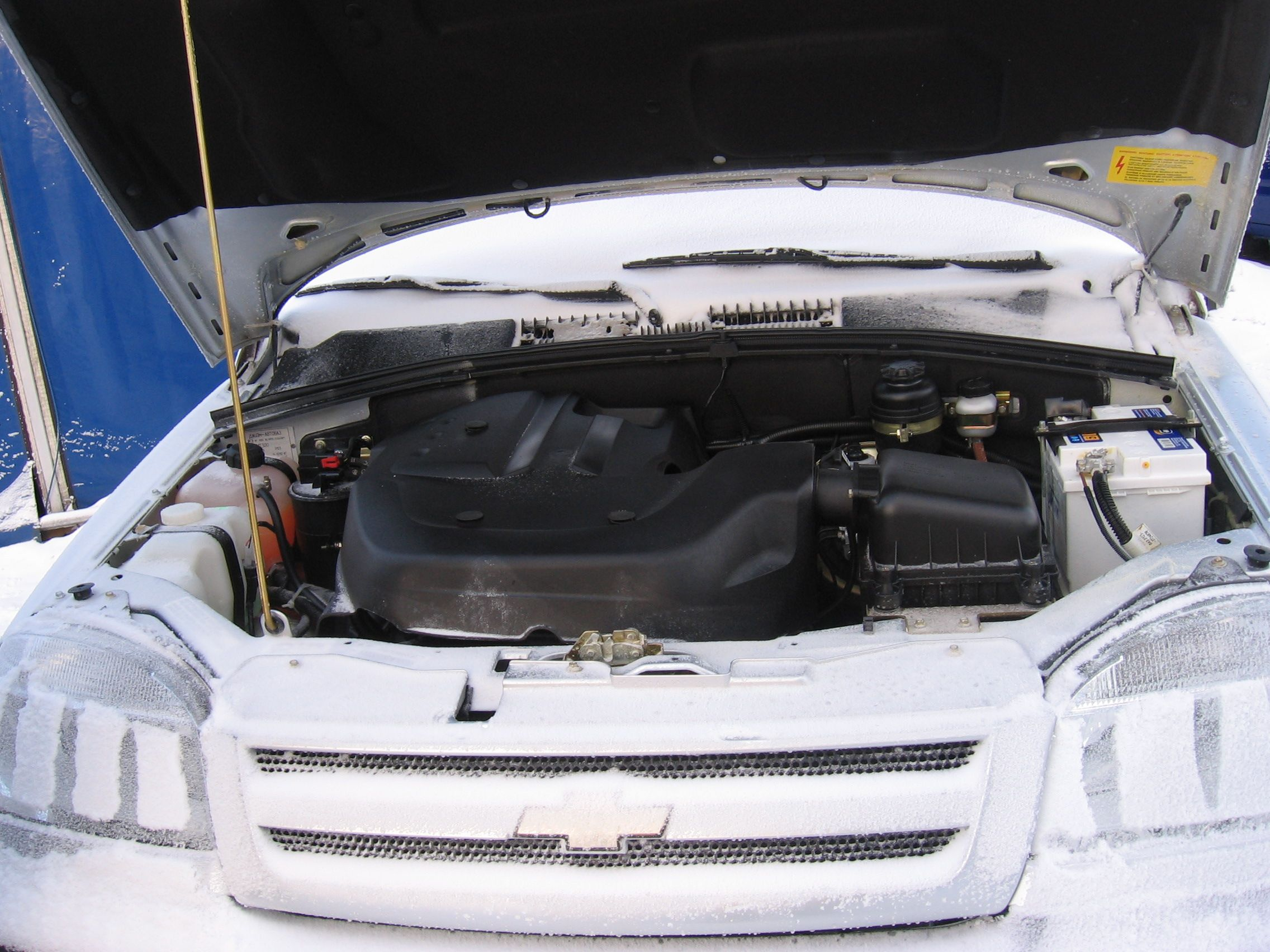
Подкапотное пространство Chevrolet Niva

#### Chevrolet Niva FAM-1

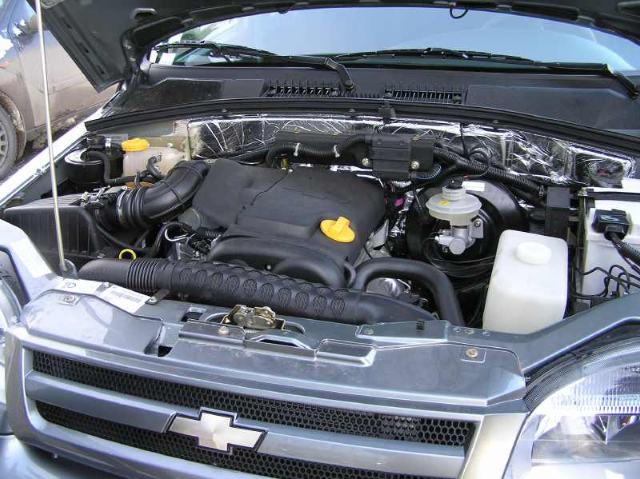
Подкапотное пространство Chevrolet Niva FAM-1

Первая партия автомобилей Chevrolet Niva FAM-1 была выпущена весной 2006 года, производство началось с ноября 2006 года. Автомобиль получил индекс ВАЗ-21236 и выпускался в единственной комплектации GLX. Автомобиль оснащался двигателем Opel Z18XE (1,8 л, 122 л. с.) и 5-ступенчатой механической коробкой передач Aisin AG5, агрегатированной с раздаточной коробкой от Нивы в моноблочный корпус. Двигатель Opel Z18XE был выбран в связи с началом производства на GM-Автоваз, автомобиля Chevrolet Viva. После увеличения крутящего момента и замены коробки передач, потребовалось изменить передаточные числа повышающего и понижающего ряда, а также кронштейны крепления к кузову и подушки моноблочной конструкции. Так же потребовалось изменить картер раздаточной коробки и подшипники скольжения. Новый картер раздаточной коробки стали производить на Заволжском моторном заводе, а не в Тольятти на ВАЗе. Кузов не претерпел сильных изменений в конструкции относительно базовой модели. Однако вся трансмиссионная часть автомобиля была заменена, кроме переднего и заднего моста. Так же изменились длина карданных валов.
Данная модификация комплектовалась:
- системой АБС фирмы Bosch, для которой пришлось изменить конструкцию заднего моста и ступиц передних колёс;
- 10-дюймовым вакуумным усилителем тормозов TRW;
- приводными валами турецкого производства со ШРУСами в сочленениях;
- кондиционером;
- двумя подушками безопасности (водителя и переднего пассажира);
- регулируемым по высоте сиденьем водителя (от Chevrolet Viva);
- преднатяжителями ремней безопасности.

Все эти изменения позволили автомобилю набрать прочности, и добавить комфорта для водителя. Также немалое внимание уделено безопасности водителя. Автомобиль не получил широкого распространения ввиду, достаточно высокой цены относительно базовой модели. Цена в 2007 году начиналась с 21000$ в комплектации FAM-1, базовая модель комплектации L стоила 13000$. Большинство наработок по проекту FAM-1 было использовано при рестайлинге модели в 2009 году. Владельцы данных модификаций в целом отмечают более высокую надежность, меньший расход топлива, меньший вибрационный шум трансмиссии и более высокие скоростные и тяговые характеристики модели.
В конце апреля 2008 года была снята с производства модификация автомобиля GLX или FAM-1 (Chevrolet Niva FAM-1). За два года было сделано и продано всего около тысячи Chevrolet Niva FAM-1.

#### Chevrolet Niva Trophy
Существует тюнинговая модификация «Трофи» (Chevrolet Niva Trophy), адаптированная к использованию на бездорожье. В число основных отличий от базовой комплектации входят:
- механический натяжитель цепи взамен гидравлического натяжителя;
- установка шноркеля для избежания гидроудара при прохождении бродов;
- принудительное отключение вентиляторов охлаждения двигателя;
- сапуны трансмиссии выведены в подкапотное пространство;
- в ведущих мостах установлены самоблокирующиеся дифференциалы повышенного трения;
- в трансмиссии применены главные пары с передаточным числом 4,3 (вместо 3,9);
- присутствует механизм для крепления электрической лебёдки.

### Рестайлинг от «Бертоне» 2009 года
Рестайлинг модели произошёл в 2009 году, разработкой занималось дизайн-ателье Stile Bertone. Её задачей было освежить модель в стиле автомобилей GM. Автомобиль получил линзованный ближний свет, иную конструкцию светотехники, внедорожный обвес, защищающий кузовные элементы на бездорожье, а также новую конструкцию потолка в салоне с плафоном от GM, руль устанавливался компании TRW, аналогичный Opel Corsa по дизайну, но с ВАЗовской шлицевой для монтажа на рулевой вал, карданные валы со шрусовым соединением, изменение конструкции подшипников и сальников раздаточной коробки, и иную форму центрального тоннеля в салоне.
Автомобиль Chevrolet NIVA выпускается в 5 комплектациях: L, LC, LE, GL, GLC.
В мае 2015 года линейка комплектаций модели пополнилась версией LE+, созданной на основе версии GLC. Автомобиль получил кондиционер, полный пакет безопасности, шины Continental Cross Contact с дисками К&К «Камелот», а также защиту заднего бампера с тягово-прицепным устройством и некрашеные молдинги.
С 12 октября 2015 года все автомобили оснащаются модернизированными моторами стандарта «Евро-5».

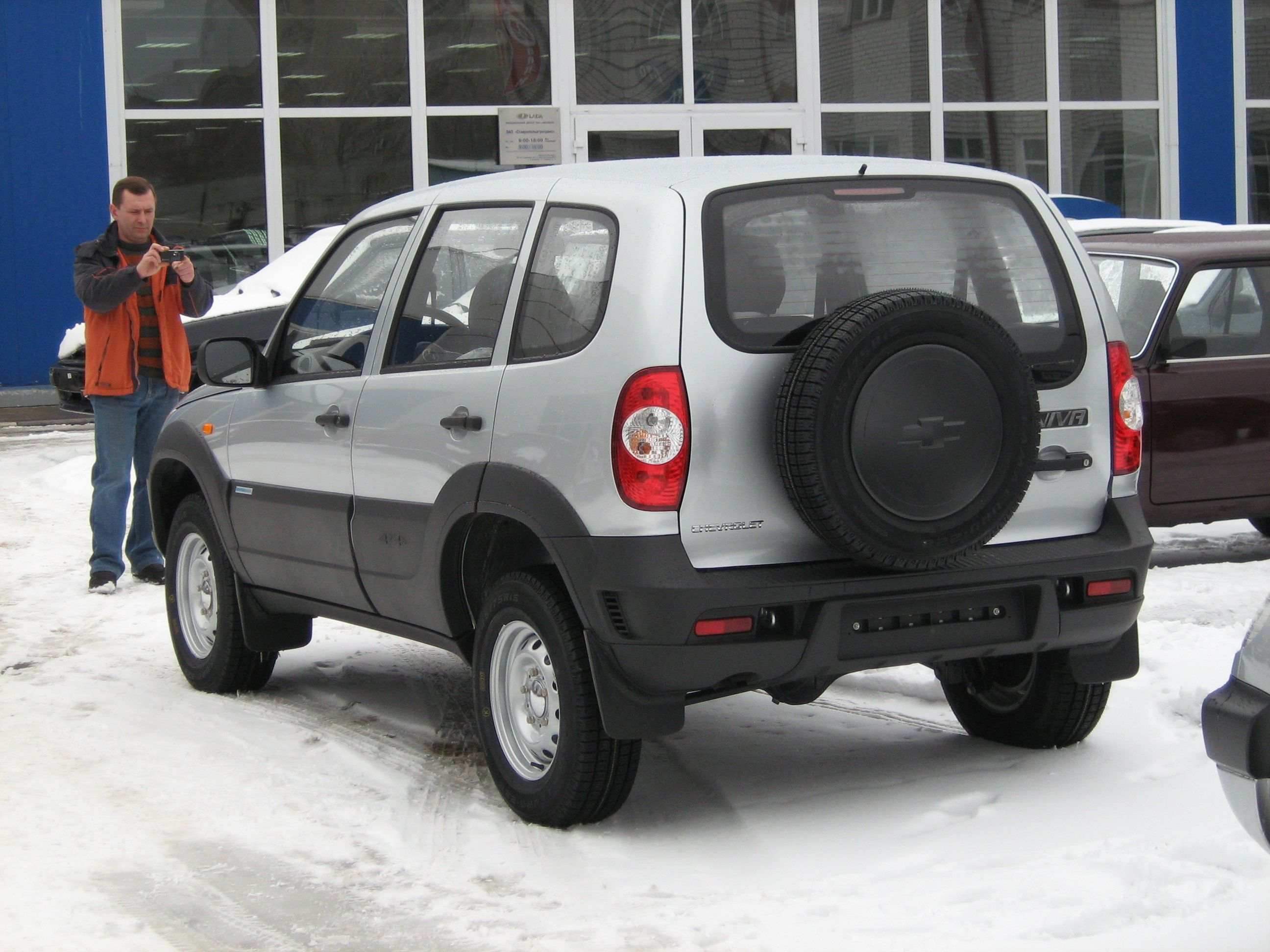
Рестайлинговая Chevrolet Niva, комплектация L/LC, вид сзади
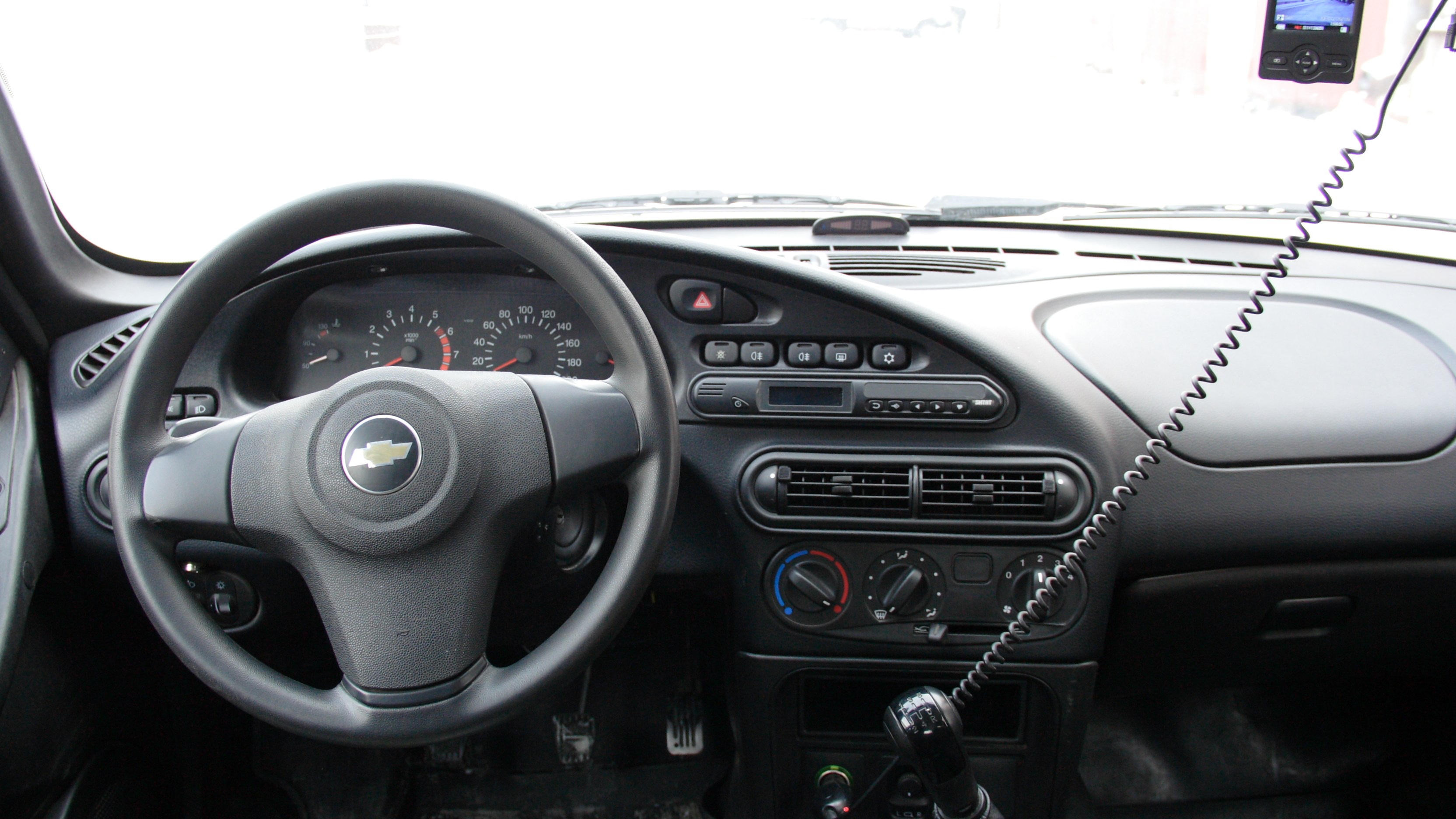
Панель приборов рестайлингового автомобиля

### Возвращение модели АвтоВАЗу, Lada Niva 2020 года

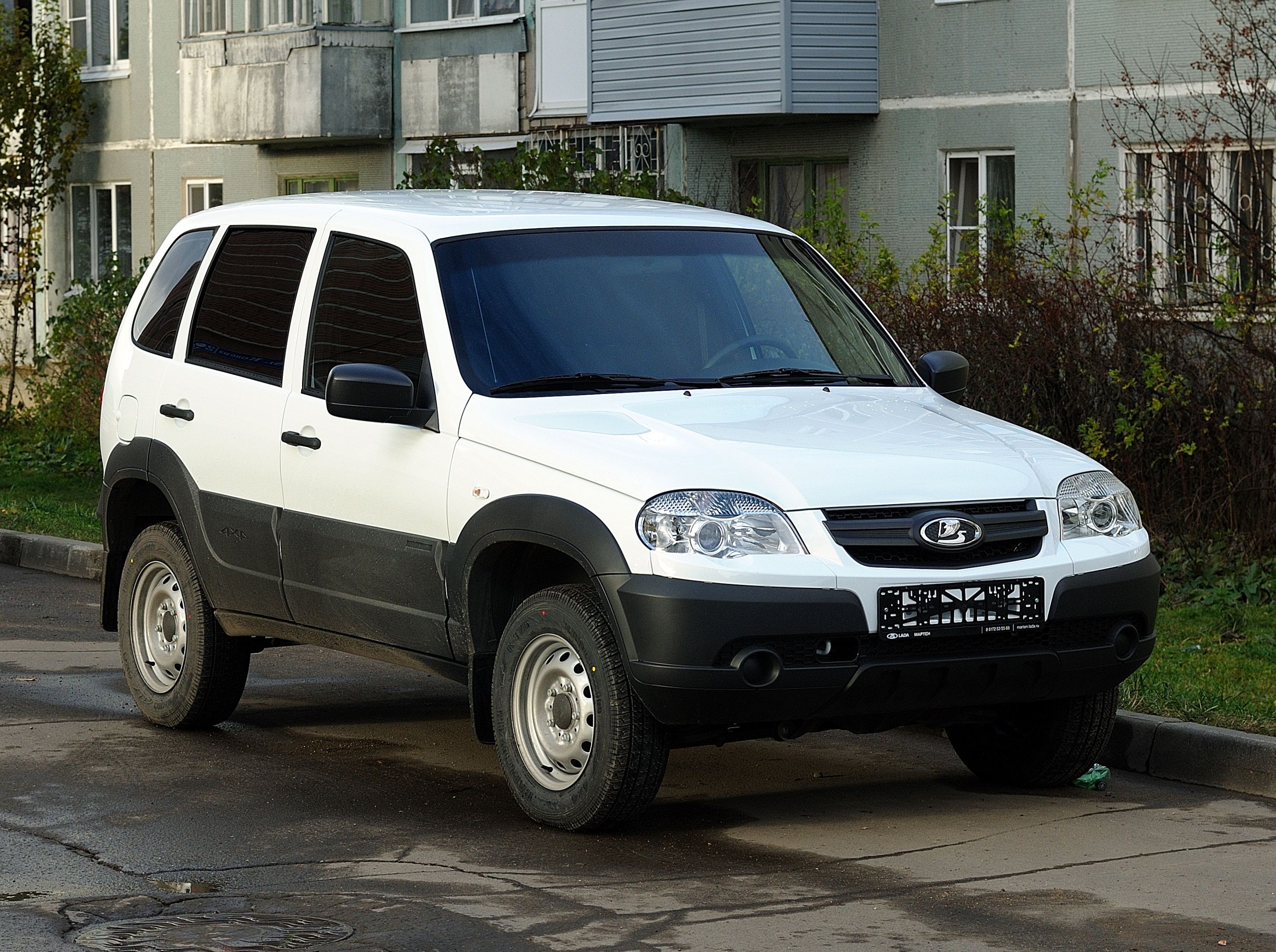
Модель, выпускавшаяся с июля 2020 по апрель 2021 года

Автомобиль получил базовые изменения по платформе и стал унифицирован с Lada Niva Urban. Изменилась конструкция переднего ступичного узла. Но большинство изменений осталось косметическим, в связи с выходом General Motors из состава СП использование их торговой марки более невозможно. Поэтому АвтоВАЗ по контракту убрал все упоминания GM, но не отказался от части поставщиков.
АвтоВАЗ начал устанавливать систему Эра-ГЛОНАСС. В базовую комплектацию добавлена подушка безопасности водителя по требованиям законодательства для получения ОТТС.

#### LADA Niva Off-Road
Также в 2020 году на основе комплектации LE появилась модификация под названием Off Road. Особенностью данной комплектации являются:
- Шноркель;
- Фаркоп, способный буксировать прицепы массой до 1,2 т.;
- Внедорожные шины[22].

### Lada Niva Travel, рестайлинг 2021 года

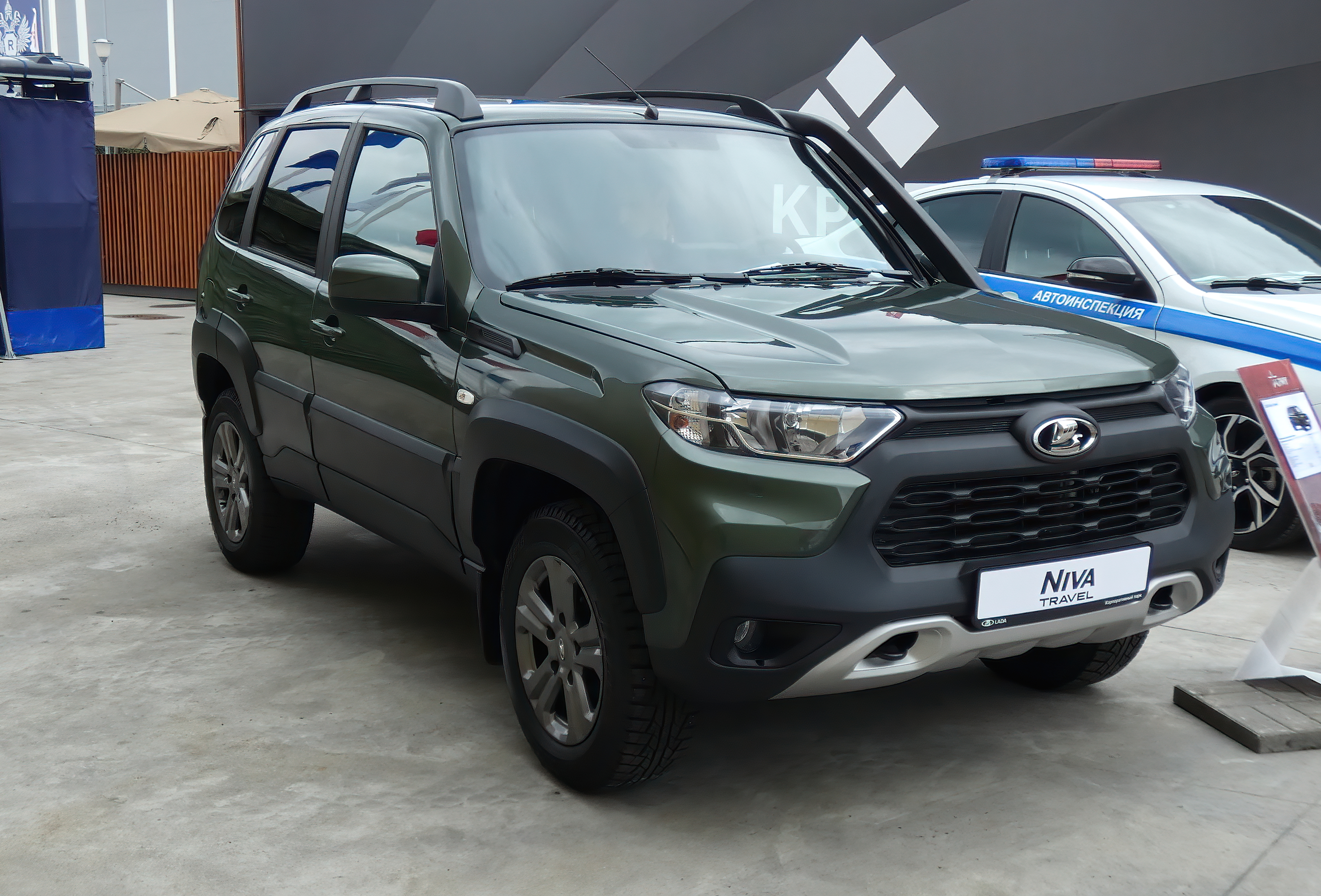
На выставке «Армия-2021»

21 декабря 2020 года стало известно, внешний вид данной модели был изменён, а также модель получила название Lada Niva Travel. Автомобиль получил новую переднюю часть, новый задний бампер и молдинги, а также задние светодиодные фонари. По технической части изменений не произошло. Продажи новой модели стартовали в феврале 2021 года.
В марте 2021 года АвтоВАЗ объявил о завершении выпуска старой (дорестайлинговой) «Нивы», оставив на конвейере только Niva Travel.
В августе 2021 года производство Niva Travel было перенесено с завода «Лада Запад Тольятти» на линию сборки Lada Niva Legend.

#### Комплектации[28]
- 1,7 л 8 кл. (80 л. с.), 5МТ / Classic
- 1,7 л 8 кл. (80 л. с.), 5МТ / Comfort
- 1,7 л 8 кл. (80 л. с.), 5МТ / Comfort Off-road
- 1,7 л 8 кл. (80 л. с.), 5МТ / Luxe
- 1,7 л 8 кл. (80 л. с.), 5МТ / Luxe Off-road

### Lada e-Niva 2024 года
Lada e-Niva — электромобиль на базе Lada Niva. Впервые был представлен в 2024 году на выставке ПМЭФ-2024.
Автомобиль оснащается аккумулятором ёмкостью 34 кВт⋅ч и электродвигателем, номинальная мощность которого составляет 60 кВт (82 л. с.), а пиковая — 120 кВт (163 л. с.). Запас хода составляет 175 км. От бытовой розетки автомобиль заряжается за 12 часов.

### Рестайлинг 2025 года
В июне 2025 года, на выставке ПМЭФ-2025 АвтоВАЗ представил обновлённую Lada Niva Travel. Автомобиль получил изменённые передний бампер и решётку радиатора в стиле концепта e-Niva, руль от Lada Granta FL, передние дисковые вентилируемые тормоза, новый двигатель 11184 объёмом 1,8 литра мощностью 90 л. с. (153 Нм), который является  гибридом двигателей 21179 Evo (от него позаимствован блок) и 11182 (ГБЦ и поршни), однако поддон и картер здесь отличные от обеих двигателей, а также (в дорогих комплектациях) 17-дюймовые колёсные диски. Серийное производство должно начаться в августе 2025 года, а продажи - осенью этого же года. В средних и дорогих комплектациях автомобиль получит светодиодные фары, а базовым будут по прежнему предложены галлогенные фары. Интерьер пока остался практически без изменений, кроме замены рулевого колеса.

## Спецсерии

### Спецсерия 2009 года
Осенью 2009 года к 7-летию с начала производства модели было произведено 150 Шевроле Нива эксклюзивного цвета Black Uni (чёрный неметаллик). К комплектации GLC в интерьере были добавлены хромированные элементы, а в экстерьере — окрашенные в серебристый цвет наружные ручки дверей и рейлинги, а также стильные диски колёс.

### Спецсерия 2010 года
Летом 2010 года на ММАС-2010 была представлена выпущенная серией из 300 автомобилей версия светло-сиреневого цвета «Lilac», оснащённая белыми указателями поворотов, 16-дюймовыми легкосплавными дисками Vicom, хромированным колпаком запасного колеса, заводской тонировкой, рейлингами и скидом переднего бампера.

### Спецсерия к 100-летию бренда Chevrolet
В 2011 году была выпущена спецсерия в 300 автомобилей приуроченная к 100-летию бренда Chevrolet. Спецсерия была исполнена на платформе комплектации LC, дополненной наличием шноркеля, защиты двигателя, фаркопа, дисками К&К Kamelot Black. Юбилейные автомобили были окрашены в серийные цвета темный серо-зелёный металлик — «Сочи» (250 штук) и ярко-красный металлик — «Феерия» (остальные 50).

### Special Edition (SE) цвета «Тундра»
Осенью 2014 года была выпущена ограниченным числом спецсерия Chevrolet Niva Special Edition (SE) цвета «Тундра» (серебристо-зелёный металлик, код 395 BASF), приуроченная к 12-летию с начала производства модели. Комплектация была создана на основе комплектации LE и отличалась от неё цветом, литыми дисками K&K «Легион», кожаным рулём, защитой днища, противотуманными фарами, наличием обогрева сидений, тонировки, ковриков и лопаты из нержавеющей стали на двери багажника.

## Технические характеристики
| • Допустимая полная масса буксируемого прицепа, кг: |                                              |
| прицеп с тормозами                                  | — 1200                                       |
| прицеп без тормозов                                 | — 600                                        |
| • Радиус поворота, м                                | — 5,7                                        |
| • Подвеска передняя                                 | — пружинная, независимая, 2-рычажная         |
| • Подвеска задняя                                   | — пружинная, зависимая, 5-штанговая          |
| • Передние тормоза                                  | — дисковые                                   |
| • Задние тормоза                                    | — барабанные                                 |
| • Вакуумный усилитель                               | — 9"                                         |
| • Размерность шин                                   | — 205/75R15, 205/70R15, 215/75R15, 215/65R16 |

## Безопасность
Краш-тест Шевроле Нива был проведён в 2003 году первым российским независимым рейтингом пассивной безопасности автомобилей ARCAP, созданным изданием «Авторевю». По результатам краш-теста вседорожник заработал 1,6 балла из 16 возможных и не получил ни одной звезды.
Chevy Niva неплохо перенесла удар — „клетка“ салона сжалась лишь на 55 мм. Но пол в ногах водителя оказался порван, а смещение педалей близко к критическим 200 мм — ступни и голени защищены плохо. Риск повредить колени о фиксатор рулевой колонки также велик. Удовлетворительна лишь защита головы и груди. Но набранные баллы сгорают почти без остатка: подушки безопасности нет, руль бьёт по груди, структурная целостность кузова нарушена. Пассажир рискует ещё больше: удар головой о переднюю панель был очень силён.
| ARCAP                                          |           |  |  |
|                                                |           |  |  |
|                                                | 1.6 из 16 |  |  |
| Протестированная модель: Chevrolet Niva (2003) |           |  |  |

При этом в том же 2003 году экспортная версия с ABS, подушками безопасности, преднатяжителями ремней и усиленным кузовом прошла требования EuroNCAP: после краш-теста европейского стандарта (64 км/ч с 40%-м перекрытием о сминаемый барьер) Шевроле Нива смогла заработать 12,5 балла из 16 возможных (четыре звезды из пяти), но серийно модель с этими доработками не выпускалась.

С 1 августа 2011 года ЗАО «Джи Эм — АВТОВАЗ» начал выпуск автомобилей Chevrolet NIVA, оснащённых АБС и системой фронтальных подушек безопасности водителя и переднего пассажира, включающую в себя подушку водителя, подушку переднего пассажира, ремни безопасности с ограничением нагрузки и преднатяжителем, модернизированные передние сиденья. Изменение действительно только для комплектаций GLS, GLC.— http://gm-avtovaz.ru/chevrolet_niva/new_in_complectatation/

## История выпуска и продаж
В 2009 году Chevrolet Niva был удостоен ежегодной профессиональной премии автомобильных журналистов «Внедорожник года 2009» в номинациях «SUV» и «Премьера года». В 2015 году по версии «Профессионального жюри» автомобильных журналистов удостоен звания «Внедорожник года 2015» в категории «Субкомпактный кроссовер».
К 2015 году выпущено 571 852 автомобиля Шевроле Нива, среди которых 42 326 отправлены в страны СНГ. 300-тысячный автомобиль был выпущен уже в 2009 году.
Так в 2014 году выпущено 45 067 автомобилей, что более чем на 20 % ниже выпуска в 2013 году (при общем падении продаж автомобилей в России на 12 % и падении продаж марки Chevrolet в России на 30 %).
В первое полугодие 2015 года уровень продаж модели упал на 30 %, завод с 1 июля перешёл на четырёхдневную рабочую неделю.
По состоянию на лето 2015 года цена Шевроле Нива начинается от 519 тысяч рублей, при том, что год назад цена начиналась с 459 тысяч рублей (рост за год — 13 %). Продажами модели занимаются сто шестьдесят два дилера в России, а также семь дилеров и три дистрибьютора в странах СНГ.
Всего с начала производства (23.09.2002 г.) реализовано свыше 900 000 автомобилей Chevrolet Niva.
| период | произведено штук | отгружено дилерам, штук | отгружено дилерам, штук | отгружено дилерам, штук |
| период | произведено штук | всего                   | в РФ                    | в ближнее зарубежье     |
| ------ | ---------------- | ----------------------- | ----------------------- | ----------------------- |
| 2025   | ?                | ?                       | ?                       | ?                       |
| 2024   | ▲51 309          | ?                       | ?                       | ?                       |
| 2023   | ▲48 846          | ?                       | ?                       | ?                       |
| 2022   | ▼20 683          | ?                       | ?                       | ?                       |
| 2021   | 25 415           | ?                       | ?                       | ?                       |
| 2020   | ?                | ?                       | ?                       | ?                       |
| 2019   | ▼~22 000         | ?                       | ?                       | ?                       |
| 2018   | ▼ 31 332         | ?                       | ?                       | ?                       |
| 2017   | ▲ 32 909         | ?                       | ?                       | ?                       |
| 2016   | ▼ 32 104         | ?                       | ?                       | ?                       |
| 2015   | ▼ 34 218         | 34 726                  | 32 352                  | 2374                    |
| 2014   | ▼ 45 067         | 46 023                  | 42 042                  | 3981                    |
| 2013   | ▼ 57 939         | 56 609                  | 52 596                  | 4013                    |
| 2012   | ▲ 62 981         | 63 023                  | 60 279                  | 2744                    |
| 2011   | ▲ 57 765         | 57 772                  | 55 691                  | 2081                    |
| 2010   | ▲36 996          | 36 837                  | 34 913                  | 1924                    |
| 2009   | ▼ 23 101         | 24 300                  | 23 571                  | 729                     |
| 2008   | ▼ 54 654         | 53 305                  | 48 647                  | 4658                    |
| 2007   | ▲ 55 052         | 54 610                  | 48 153                  | 6457                    |
| 2006   | ▼ 47 881         | 47 908                  | 42 020                  | 5888                    |
| 2005   | ▼ 51 810         | 51 806                  | 46 150                  | 5656                    |
| 2004   | ▲ 55 150         | 57 943                  | ?                       | ?                       |
| 2003   | ▲ 25 235         | 21 717                  | ?                       | ?                       |
| 2002   | 456              | 456                     | ?                       | ?                       |

### Экспорт
С 2002 по 2015 год на экспорт отправлены 42 326 автомобилей. Модель реализуется только в странах СНГ, а также в Грузию; основные рынки — страны Таможенного союза (Казахстан, Белоруссия), а также Азербайджан.
До 2013 года крупнейшим внешним рынком для GM-АВТОВАЗ традиционно являлась Украина — в 2011 году на эту страну пришлось 44 % экспорта автомобиля. В 2013 году на Украине был введён утилизационный сбор и спецпошлина на ввоз машин с бензиновыми двигателями, что привело к тому, что экспорт автомобиля на Украину за полгода 2013 года упал на четверть, составив 219 штук.
По итогам 2014 года было поставлено на экспорт 3981 Chevrolet Niva — 79,7 % экспорта пришлось на Казахстан, 11,1 % на Белоруссию, 5,6 % экспорта пришлось на Азербайджан.
В 2021 году продажи Lada Niva Travel начались в Боливии.

## Галерея

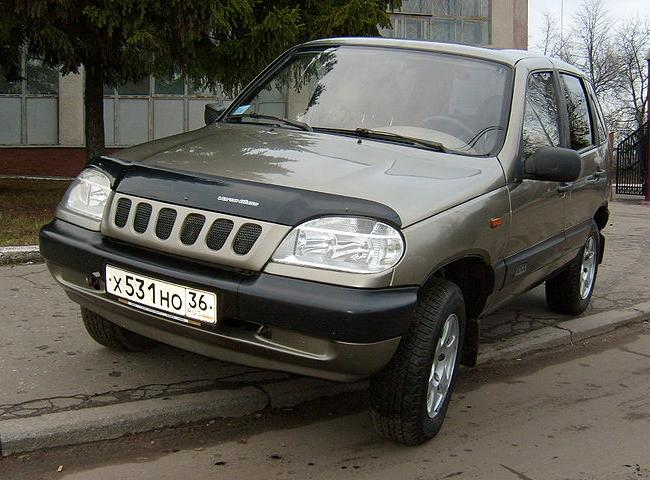
ВАЗ-2123 (1998 – 2002)
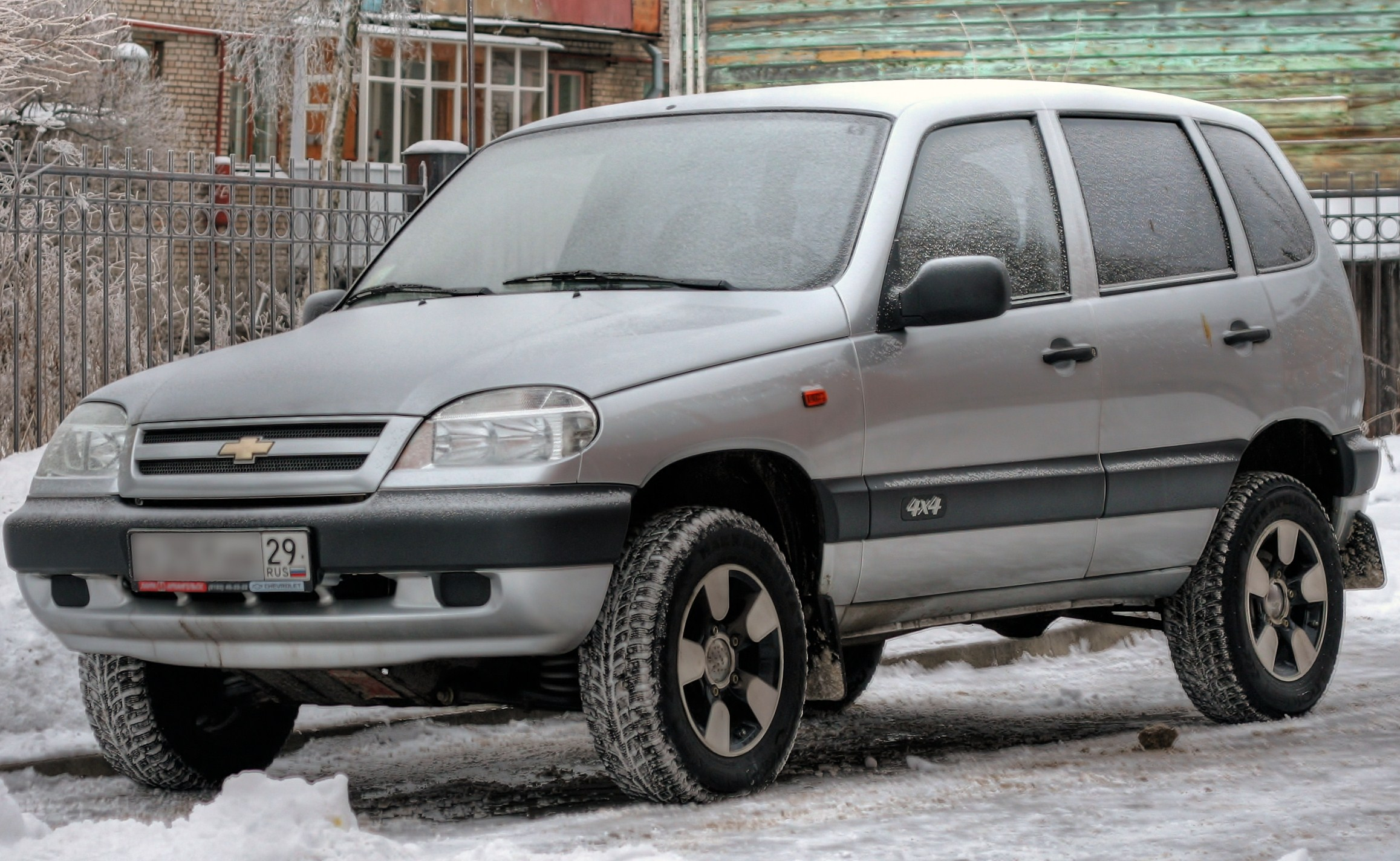
Chevrolet Niva, дорестайлинговая модель (2003 – 2009)
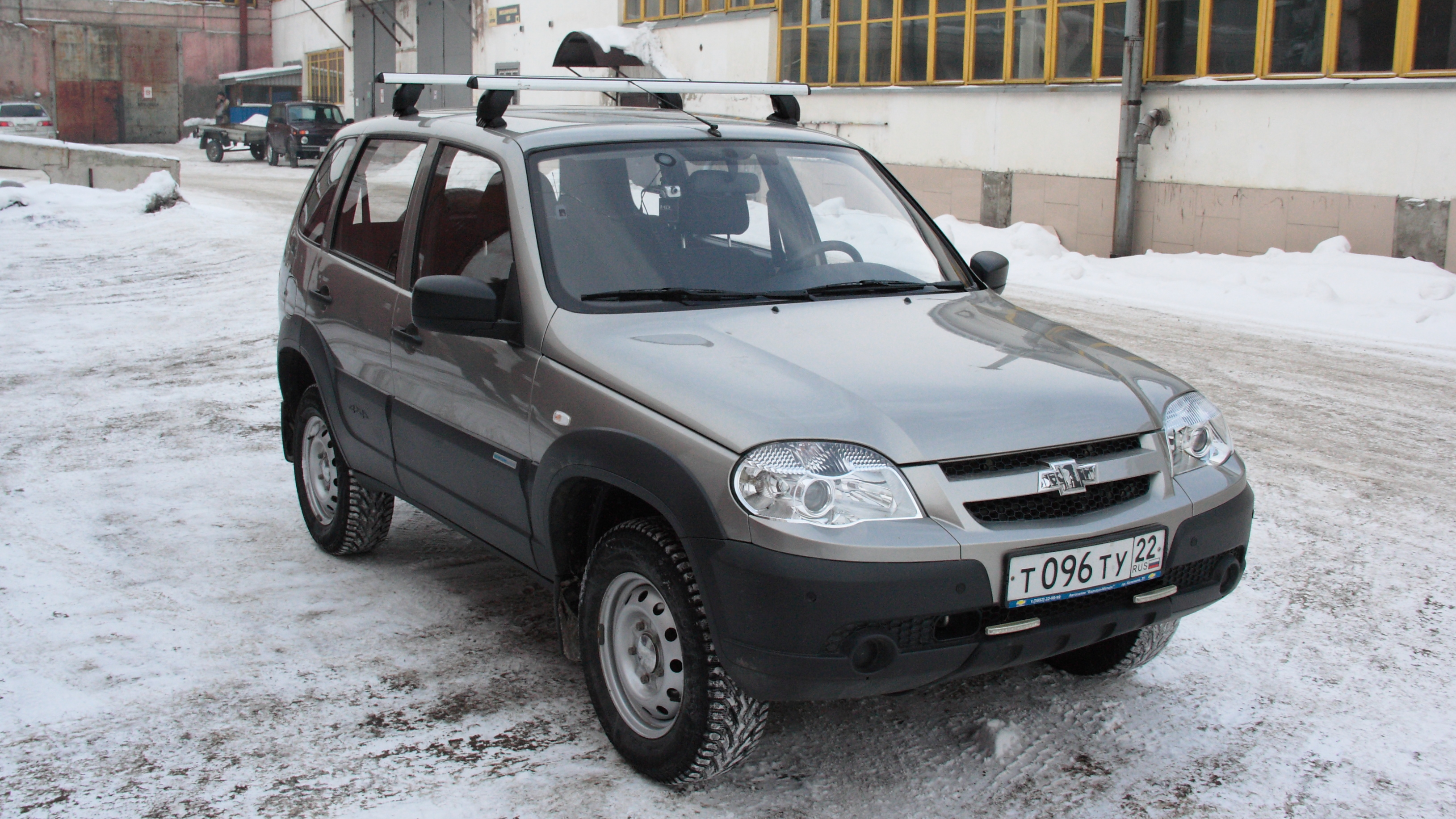
Chevrolet Niva, рестайлинг (2009 – 2020)
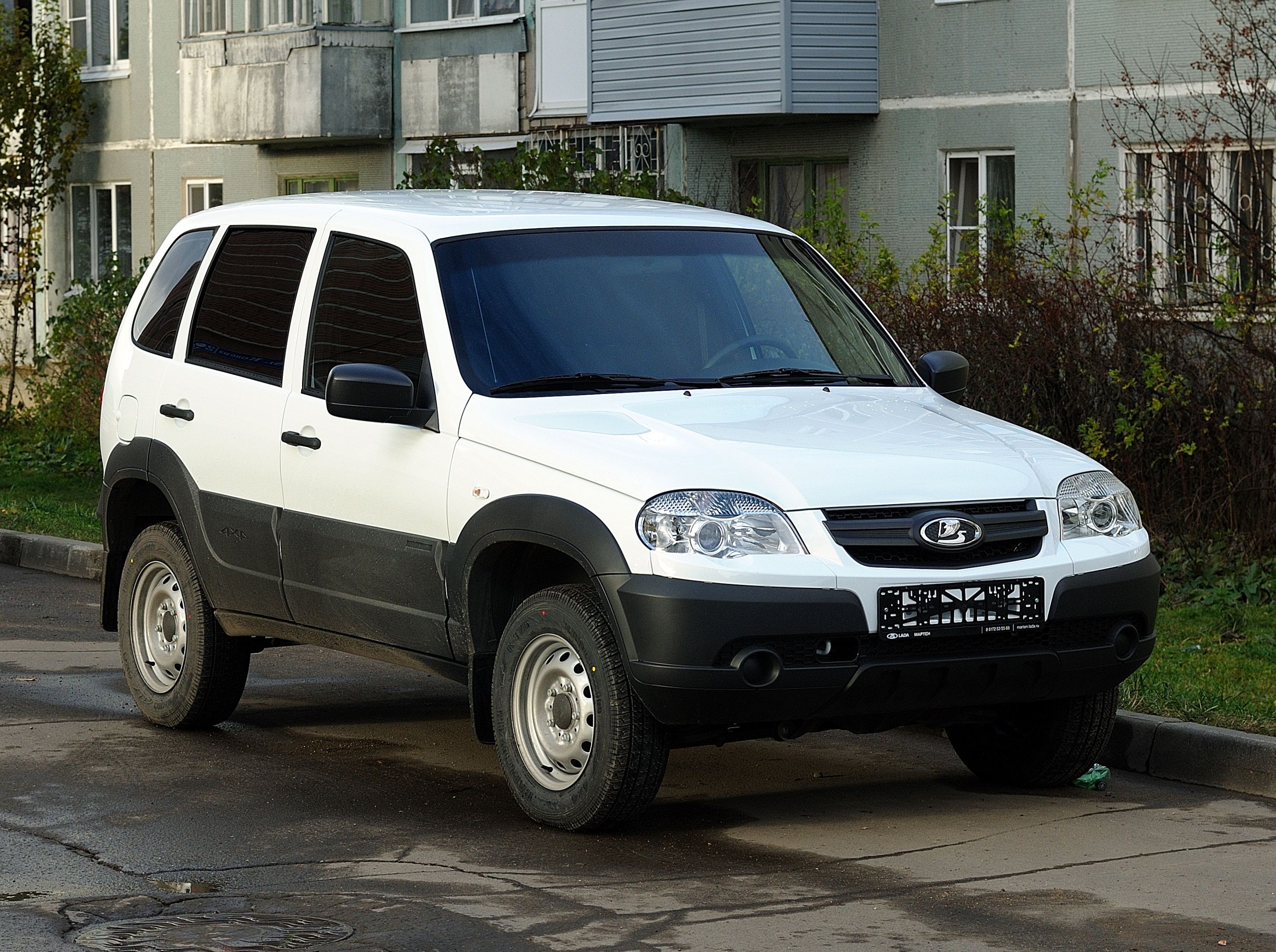
LADA Niva (2020)
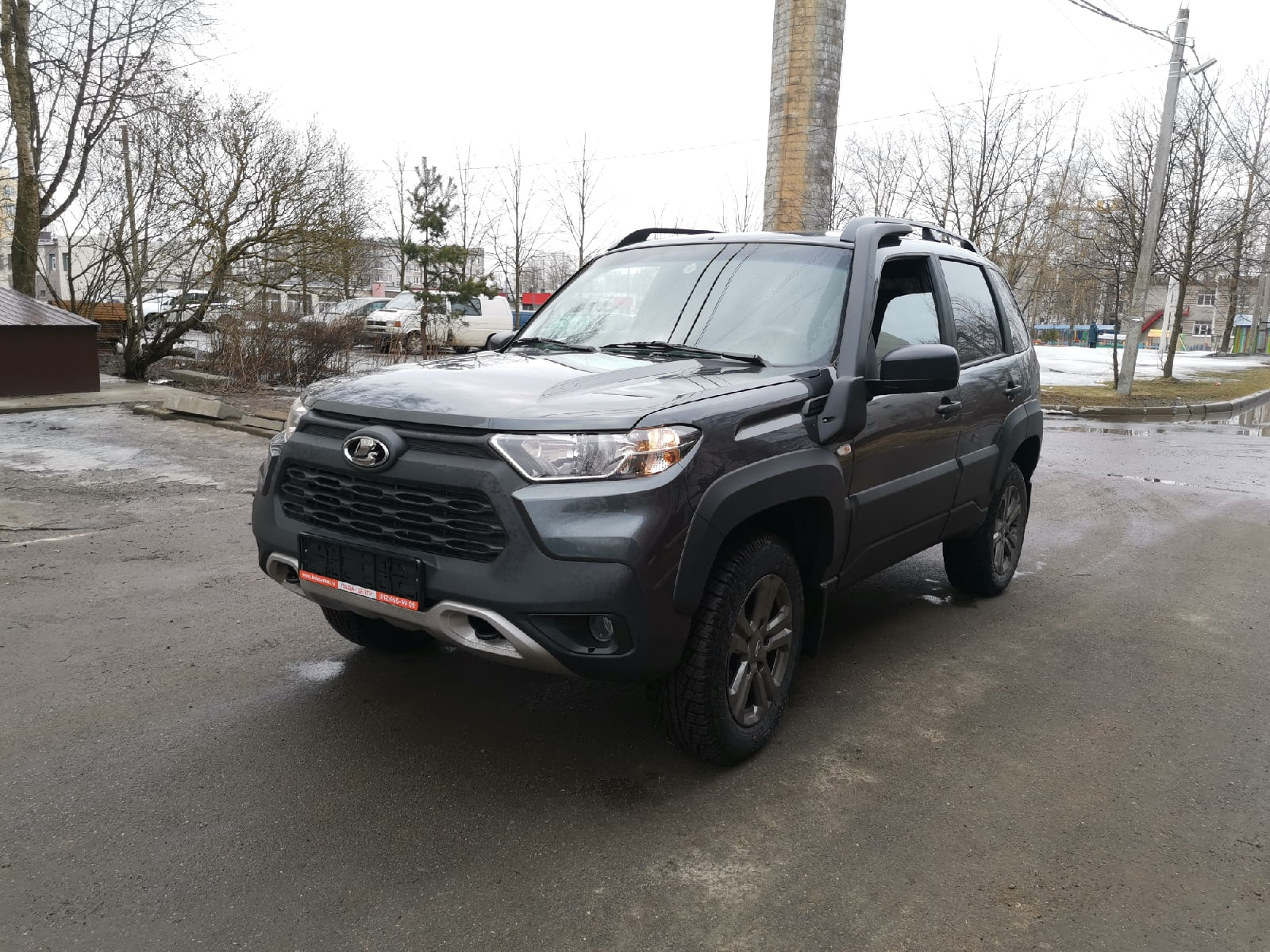
LADA Niva Travel (2021)